# Vislanda-Blädinge församling
Vislanda-Blädinge församling är en församling i Allbo-Sunnerbo kontrakt i Växjö stift. Församlingen ligger i Alvesta kommun i Kronobergs län och utgör ett eget pastorat.

## Administrativ historik
Församlingen bildades 1 januari 2020 av Vislanda och Blädinge församlingar och utgör därefter ett eget pastorat.

## Kyrkor
- Blädinge kyrka
- Vislanda kyrka